# Sorghum angustum
Sorghum angustum är en gräsart som beskrevs av Stanley Thatcher Blake. Sorghum angustum ingår i släktet durror, och familjen gräs. Inga underarter finns listade i Catalogue of Life.